# La Veuve
La Veuve, ou Le traîte trahi ('La vídua, o el traïdor traït') és una comèdia en cinc actes, escrita per Pierre Corneille el 1631, i representada per primera vegada l'any 1634, al Tripot de la Sphère de París.

## Personatges
- Philiste, amant de Clarice
- Alcidon, amic de Philiste i amant de Doris
- Célidan, amic d'Alcidon i enamorat de Doris
- Clarice, vídua d'Alcandre i amant de Philiste
- Chrysante, mare de Doris.
- Doris, germana de Philiste
- La Mainadera de Clarice.
- Géron, agent de Florange, enamorat de Doris.
- Lycas, criat de Philiste.
- Polimas, criat de Clarice.
- Doraste, criat de Clarice.
- Listor, criat de Clarice.

L'escena té lloc a París.